# Charlie Colkett
Charlie Colkett (Londen, 4 september 1996) is een Engels voetballer die doorgaans als middenvelder speelt. Hij stroomde in 2016 door vanuit de jeugd van Chelsea.

## Carrière
Colkett werd in 2007 opgenomen in de jeugd van Chelsea. Hier zat hij één keer op de reservebank tijdens een wedstrijd van het eerste elftal. Dit was op 9 april 2016, tijdens een met 1-0 verloren wedstrijd uit tegen Swansea City. Chelsea verhuurde hem in de eerste helft van het seizoen 2016/17 aan Bristol Rovers en in de tweede helft van dat seizoen aan Swindon Town. Beide clubs waren op dat moment actief in de League One. Chelsea verhuurde Colkett in juli 2017 voor een jaar aan Vitesse. Hij maakte op 15 juli 2017 zijn officieuze debuut voor de club, in een oefenduel voor de start van de competitie, tegen Istanbul Başakşehir (1–1). Als bekerwinnaar, van het seizoen 2016/17, mocht Vitesse spelen om de Johan Cruijff Schaal tegen landskampioen Feyenoord op 5 augustus 2017. Het duel eindigde na reguliere speeltijd in 1-1. Vitesse verloor daarna na strafschoppen (4-2), waarbij Vitesse-spelers Tim Matavž en Milot Rashica verzuimden te scoren. De strafschop van Colkett werd wel benut in de penaltyserie. Colkett raakte voor de winterstop geblesseerd en keerde terug naar Engeland om te revalideren. Zijn huurcontract werd daarom in januari 2018 voortijdig ontbonden. In het seizoen 2018/19 speelde hij op huurbasis voor Shrewsbury Town. Hier kwam hij nauwelijks in actie en na een half jaar werd de huurperiode beëindigd. Colkett vertrok definitief bij Chelsea: Hij werd verkocht aan het Zweedse Östersunds FK. Hier speelde hij drie seizoenen. Na de degradatie in 2021 keerde hij terug naar Engeland, waar hij bij Cheltenham Town FC en Crewe Alexandra FC speelde.

## Clubstatistieken
| Seizoen        | Club                 | Competitie     | Competitie | Competitie | Beker | Beker | Internationaal | Internationaal | Overig* | Overig* | Totaal | Totaal |
| Seizoen        | Club                 | Competitie     | Wed.       | Dlp.       | Wed.  | Dlp.  | Wed.           | Dlp.           | Wed.    | Dlp.    | Wed.   | Dlp.   |
| -------------- | -------------------- | -------------- | ---------- | ---------- | ----- | ----- | -------------- | -------------- | ------- | ------- | ------ | ------ |
| 2015/16        | Chelsea FC           | Premier League | 0          | 0          | 0     | 0     | 0              | 0              | 0       | 0       | 0      | 0      |
| 2016/17        | → Bristol Rovers FC  | League One     | 15         | 3          | 2     | 0     | —              | —              | 0       | 0       | 17     | 3      |
| 2016/17        | → Swindon Town FC    | League One     | 19         | 1          | 0     | 0     | —              | —              | 0       | 0       | 19     | 1      |
| 2017/18        | → SBV Vitesse        | Eredivisie     | 6          | 0          | 1     | 0     | 3              | 0              | 1       | 0       | 11     | 0      |
| 2018/19        | → Shrewsbury Town FC | League One     | 1          | 0          | 5     | 0     | —              | —              | 0       | 0       | 6      | 0      |
| 2019           | Östersunds FK        | Allsvenskan    | 25         | 1          | 0     | 0     | —              | —              | —       | —       | 25     | 1      |
| 2020           | Östersunds FK        | Allsvenskan    | 24         | 0          | 3     | 1     | —              | —              | —       | —       | 27     | 1      |
| 2021           | Östersunds FK        | Allsvenskan    | 15         | 0          | 0     | 0     | —              | —              | —       | —       | 15     | 0      |
| 2021/22        | Cheltenham Town FC   | League One     | 9          | 0          | 1     | 0     | —              | —              | —       | —       | 10     | 0      |
| 2022/23        | Crewe Alexandra FC   | League Two     | 14         | 1          | 3     | 0     | —              | —              | —       | —       | 17     | 1      |
| Carrièretotaal | Carrièretotaal       | Carrièretotaal | 128        | 6          | 15    | 1     | 3              | 0              | 1       | 0       | 147    | 7      |